# Kanał Saint Martin

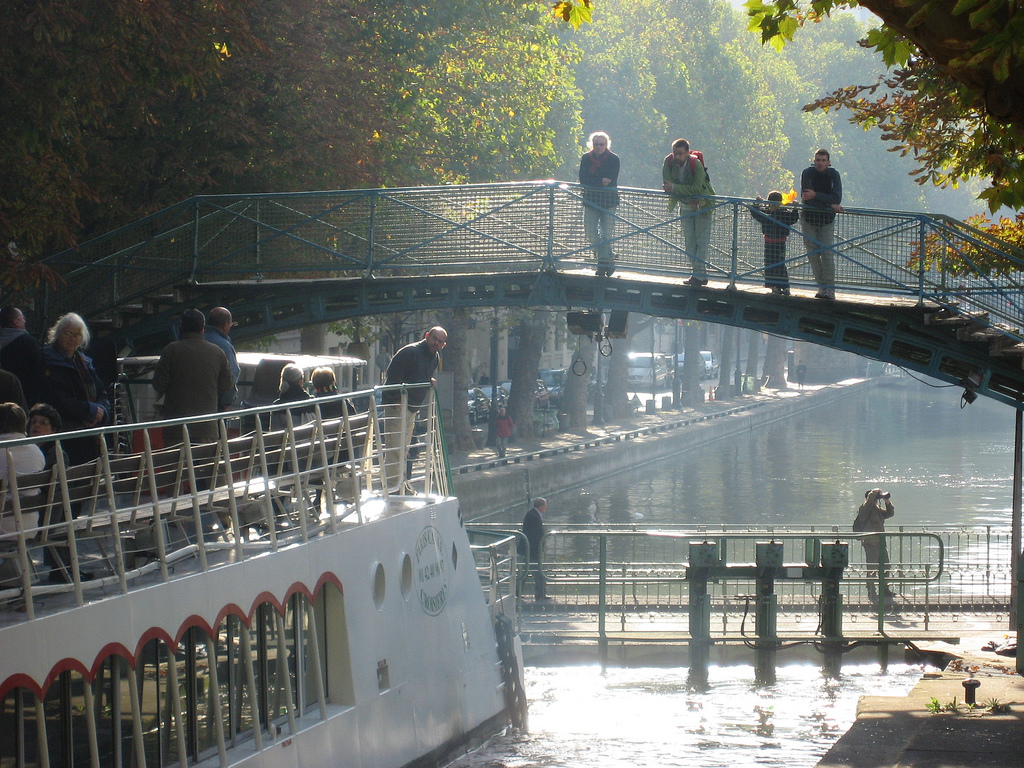
Jedna z licznych pieszych kładek nad kanałem

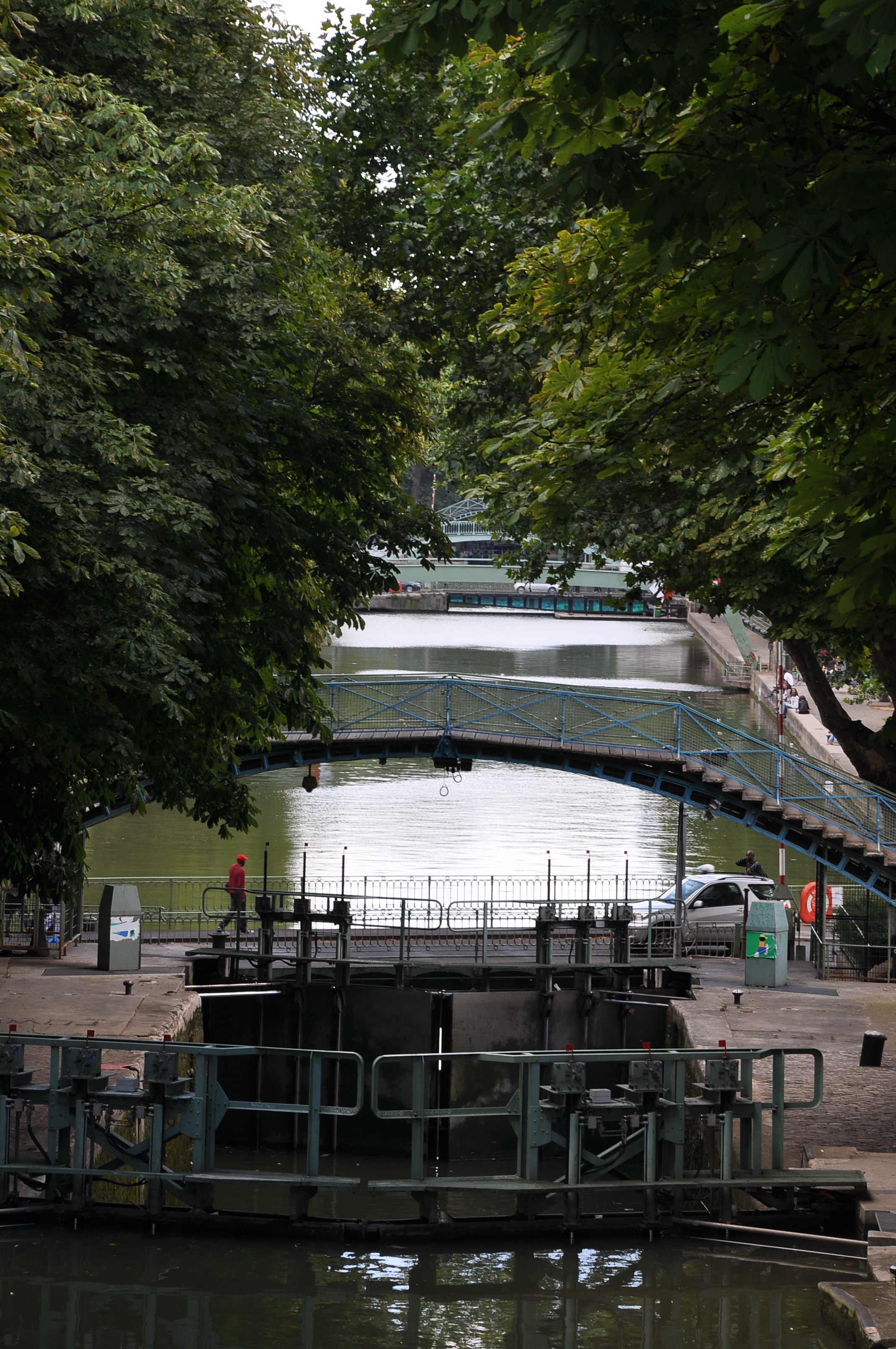
Śluza des Recollets

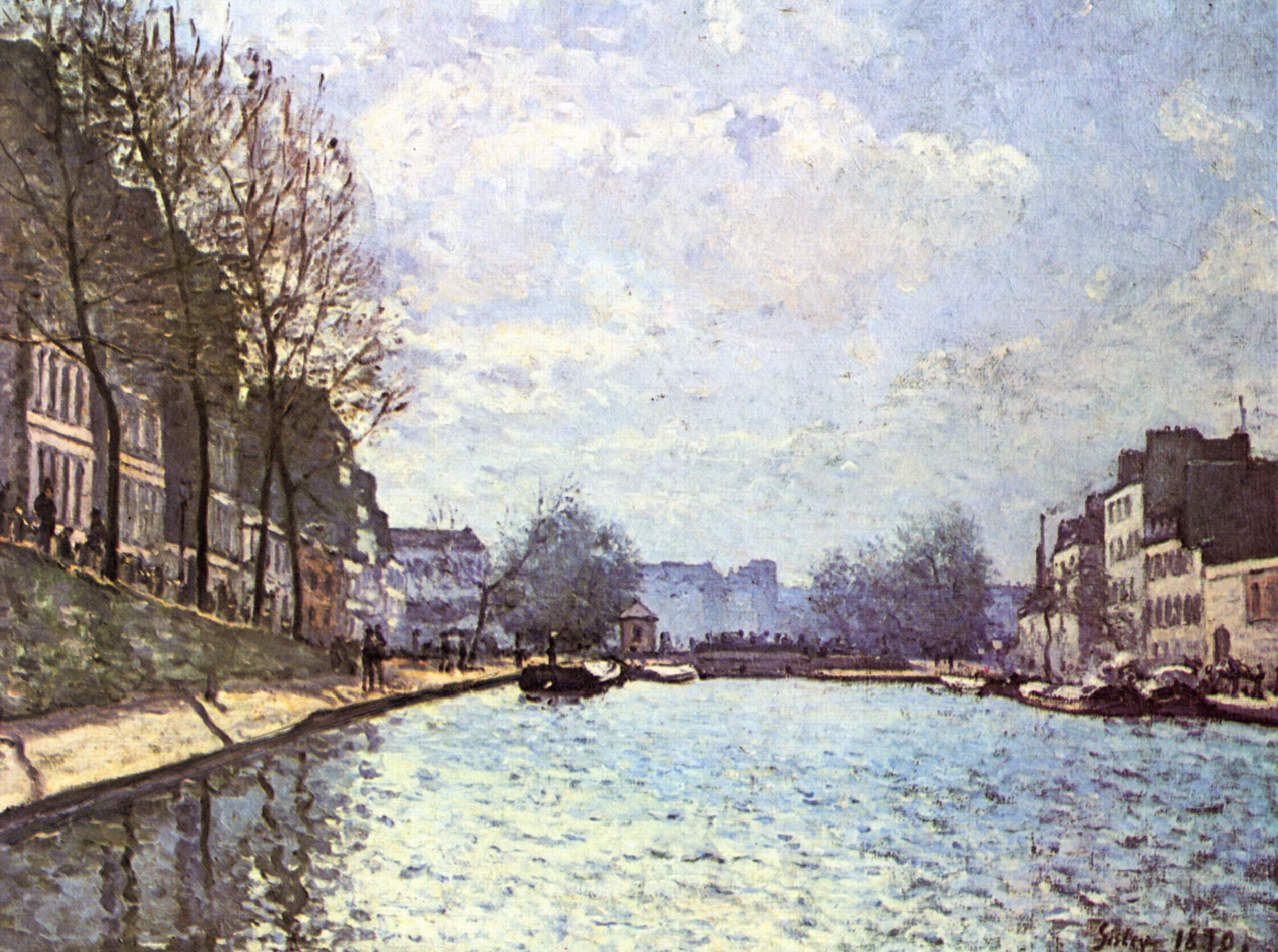
Widok na kanał Saint-Martin (Alfred Sisley)

Kanał Saint Martin, fr. Canal Saint-Martin – szlak wodny długości 4,55 km przebiegający przez 10 i 11 okręg paryski. Łączy Basen de la Villette – poprzez kanał Ourcq – z Basenem Arsenal, wpadając ostatecznie do Sekwany i stanowiąc część szlaku żeglugi śródlądowej, jak i (w przeszłości) źródło zaopatrzenia Paryża w wodę pitną. Uregulowany, z 9 śluzami (niwelującymi 25-metrową różnicę poziomów) i dwoma mostami, został otwarty w 1825 r.

## Przebieg
Kanał rozpoczyna się śluzą na Placu Bitwy Stalingradzkiej, w pobliżu rotundy Villette. Jego pierwszy, odkryty odcinek wiedzie wzdłuż nabrzeży de Valmy i de Jemappes. W dalszym biegu kanał jest zakryty. Przepływa kolejno pod bulwarem Jules Ferry (przykryty od 1907 r.), Richard Lenoir i pod placem Bastylii (od 1862 r. zakryty). Za placem Bastylii kanał wpada do basenu Arsenału by połączyć się z Sekwaną. Kanał przecinają liczne kładki piesze z końca XIX wieku i kilka mostów w tym dwa ruchome, które umożliwiają ruch samochodowy. Kanał zaliczany jest do zabytków historycznych Paryża i jest pod ochroną.

## Historia
Problemów z wodą pitną doświadczali mieszkańcy Paryża właściwie od początku istnienia miasta. Pierwszy poważny projekt zmian w tym zakresie pojawił się jednak dopiero w epoce Napoleona Bonapartego (chociaż podobno wcześniej rozważał podobną inwestycję Ludwik XIV Burbon), na którego polecenie Jean Chaptal sporządził projekt przebudowy istniejącej sieci kanałów w mieście oraz wykopania nowego szlaku łączącego się z szesnastowiecznym kanałem Ourcq. Pieniądze na budowę pochodziły z podniesienia podatku dla producentów win, lecz mimo tego trwały przez 23 lata, od 1802 do 1825 r.
W XIX wieku kanał spełniał – poza rolą źródła wody pitnej – istotną rolę ekonomiczną. Wielokrotnie był wykorzystywany do transportu towarów, zaopatrzenia oraz materiałów budowlanych w czasie wielkiej przebudowy Paryża. Brzegi kanału zapełniały wówczas zabudowania fabryk oraz mieszkania robotników pracujących przy przeładunku i transporcie. W szczytowym okresie miesięcznie po kanale kursowało kilka tysięcy barek. Szybki rozwój kolei oraz transportu drogowego przyniósł jednak upadek znaczenia kanału. W latach 70. władze Paryża chciały całkowicie przykryć kanał, budując nad nim nową szosę szybkiego ruchu. Pomysł ten nie został jednak zrealizowany.
Współcześnie kanał służy przede wszystkim turystyce. Jest popularnym miejscem rekreacji mieszkańców Paryża, a jego okolice zmieniły charakter, z dzielnicy robotniczej stając się modnym obszarem zamieszkania dobrze sytuowanych paryżan. Od 2003 do 2009 dwa baseny Kanału były w remoncie. Dzisiaj można podziwiać cały kanał i przemierzać jego śluzy na pokładzie statków turystycznych, na rowerach albo na piechotę idąc wzdłuż jego brzegów. Ulice po obu stronach kanału są zamknięte dla ruchu samochodowego w soboty i w niedziele.

## Galeria

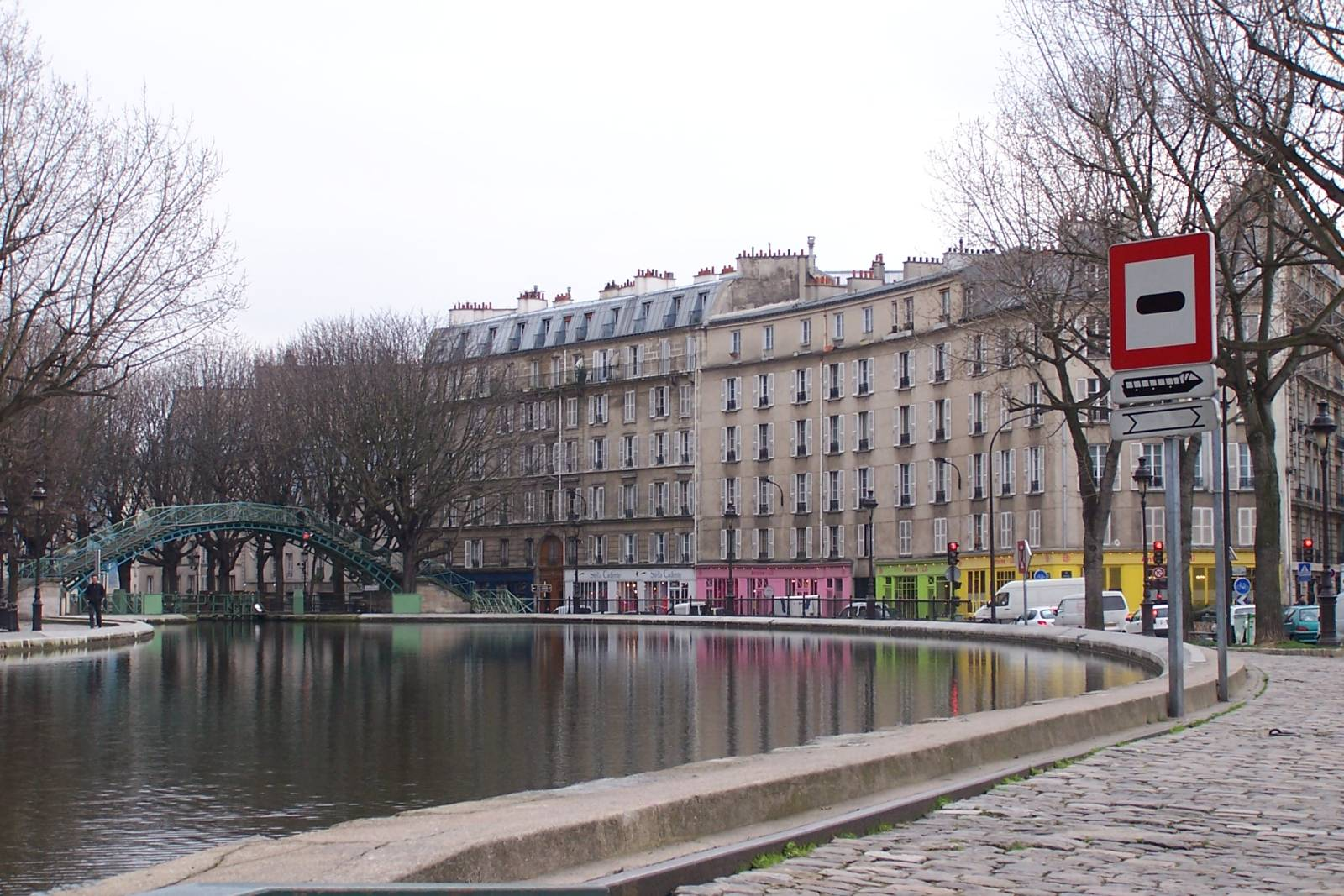
Widok kanału na wysokości placu Villemin
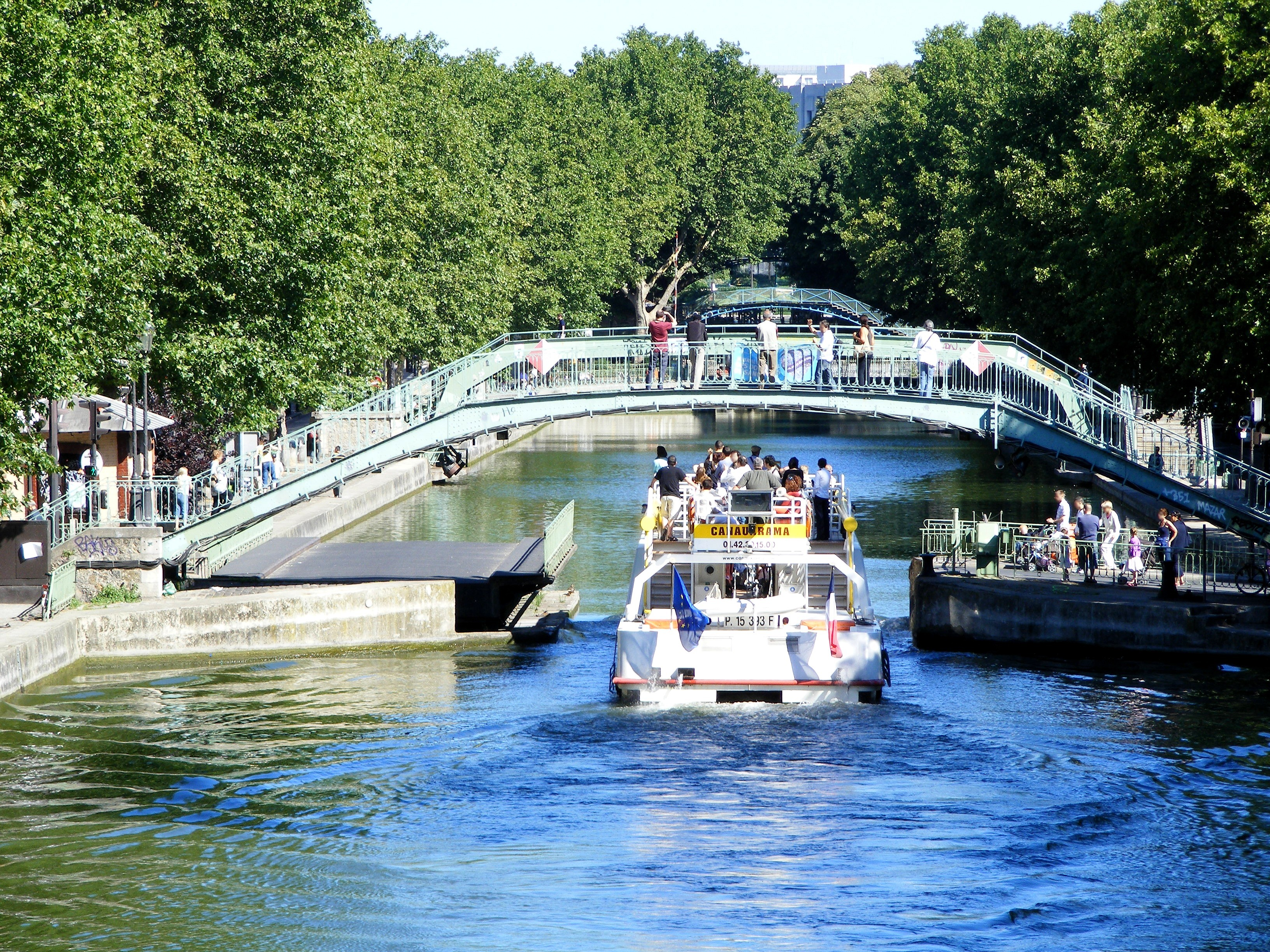
Turystyczne statki na kanale
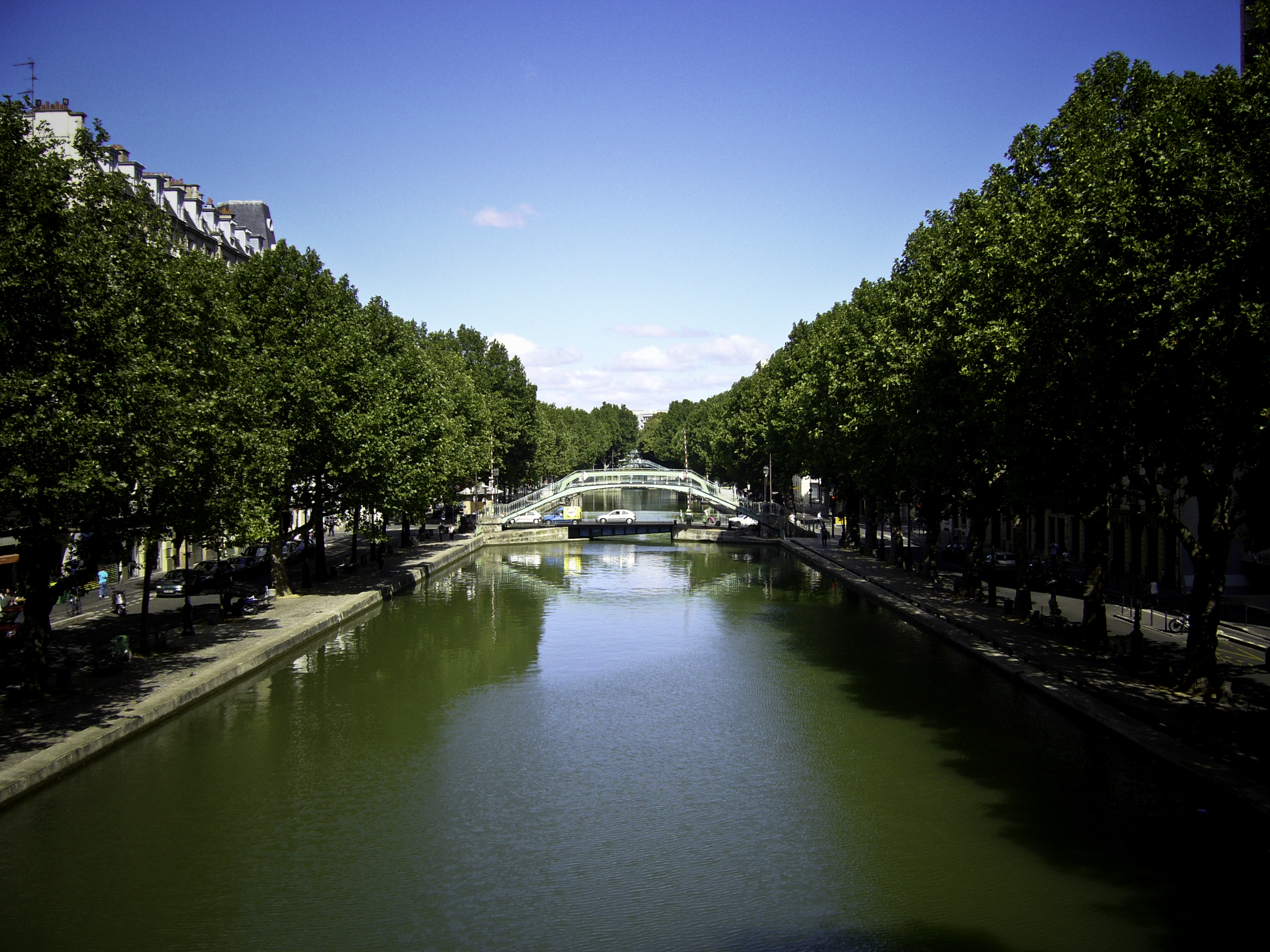
Widok ogólny
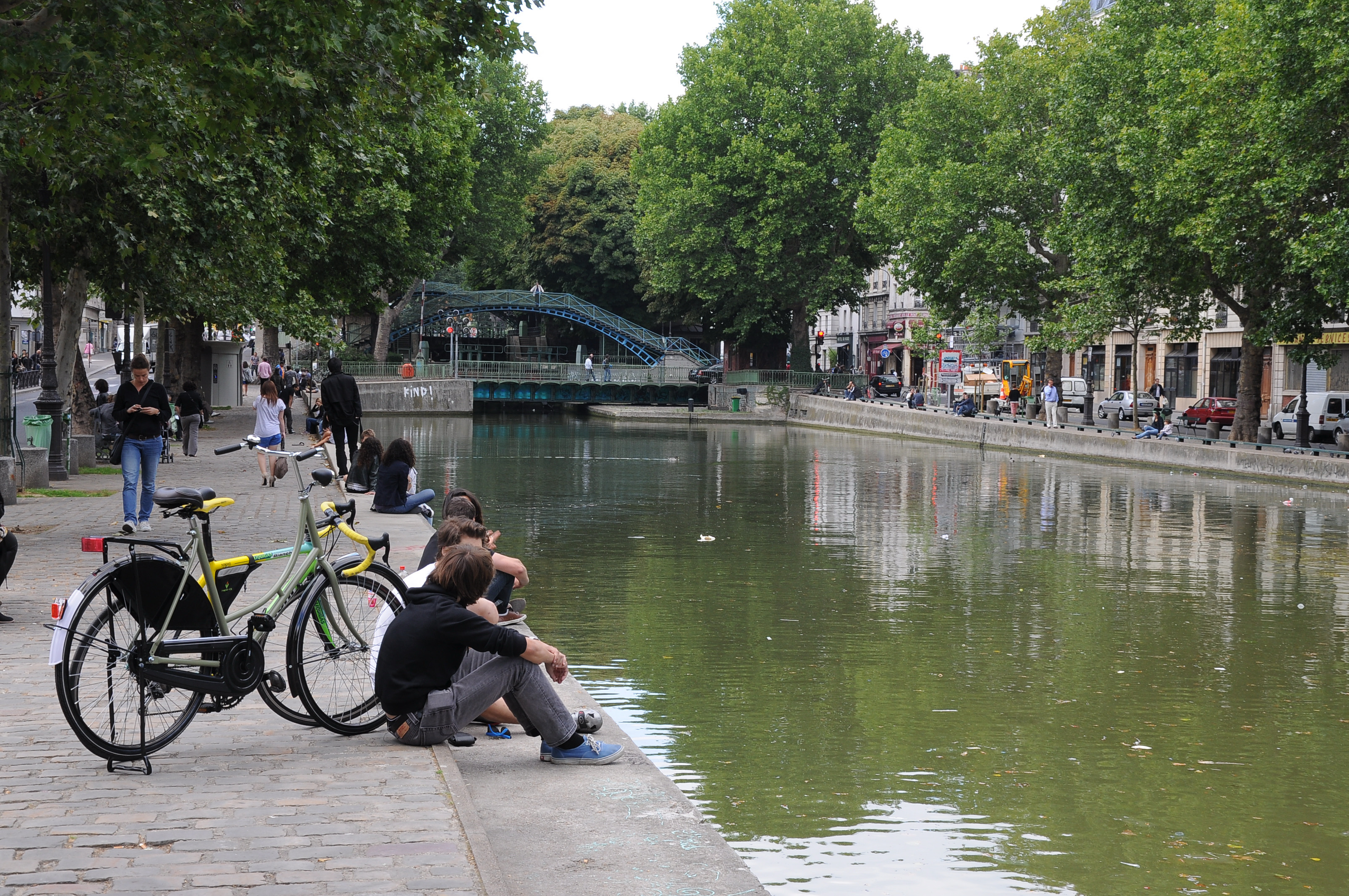
Odpoczynek nad kanałem
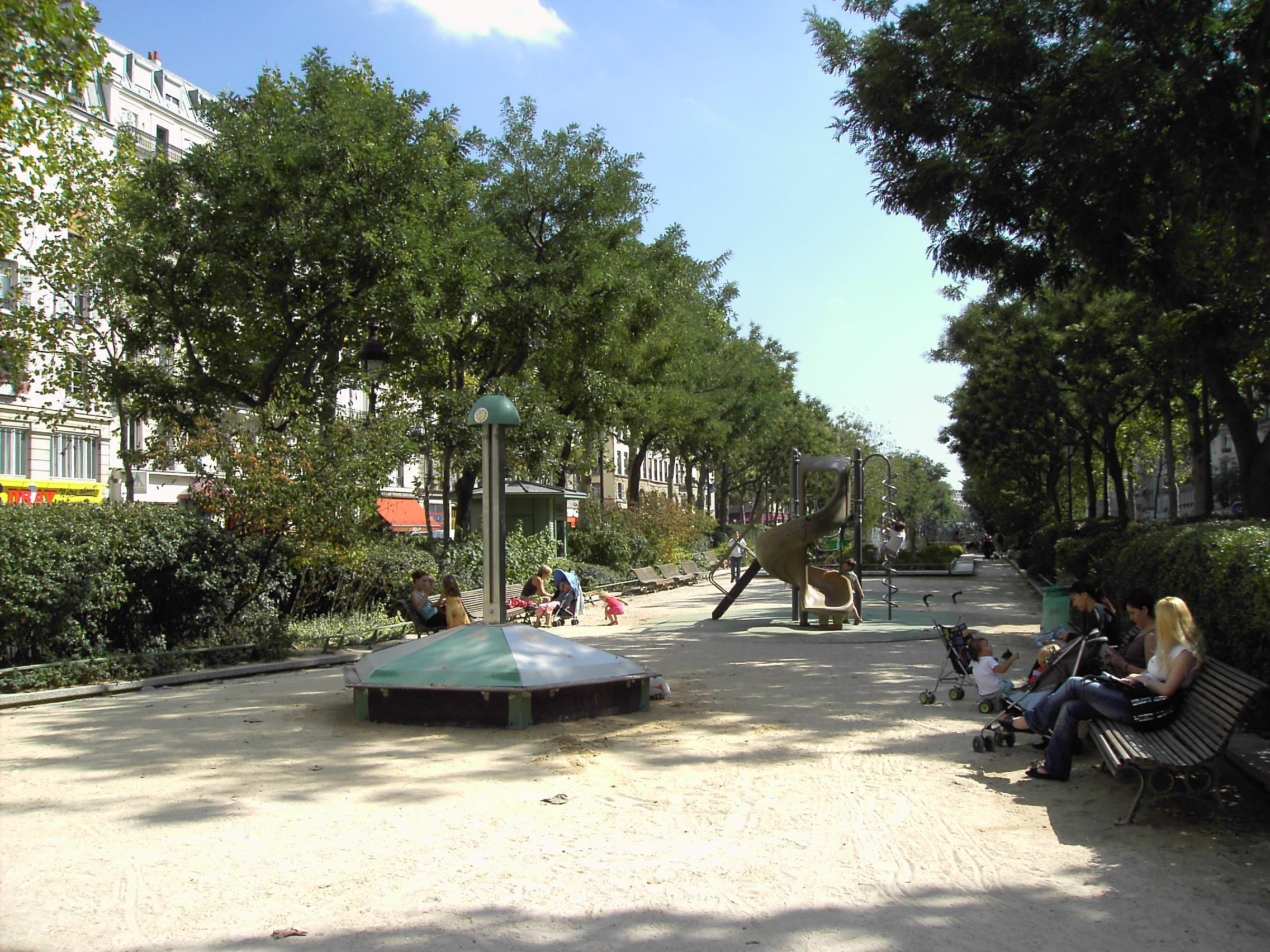
Przykryty odcinek kanału pod bulwarem Jules Ferry